# Tutti i figli di una madre
Tutti i figli di una madre (Every Mother's Son) è un film muto del 1918 diretto da Raoul Walsh.

## Trama
All'entrata in guerra degli Stati Uniti, in una famiglia americana i due figli più grandi partono volontari: anche se la madre sorride vedendoli partire, la donna nasconde il suo cuore spezzato, ripromettendosi di tenere a casa il terzo figlio, quello più giovane. Una decisione che si rinsalda quando dalla Francia arriva la notizia che il figlio più grande è disperso mentre l'altro è rimasto ferito. Il minore dei fratelli, indotto dalle idee e dalla letteratura dei pacifisti, accompagna segretamente la madre nella loro casa al mare. Il padre, vergognandosi di quel figlio codardo, scopre il rifugio dei due. Un'accesa discussione familiare tra i tre viene interrotta dall'arrivo di alcuni scampati all'attacco di un U-Boat tedesco che cercano rifugio nella casa. Madre e figlio si rendono conto della gravità della situazione e dell'importanza della causa, tanto che il ragazzo decide di arruolarsi.
A Natale, tutti e tre i figli tornano a casa. Anche il maggiore, che giunge accompagnato dalla sua sposa francese.

## Produzione
Il film fu prodotto dalla Fox Film Corporation.

## Distribuzione
Distribuito dalla Fox Film Corporation, il film uscì nelle sale cinematografiche statunitensi il 1º dicembre 1918.